# L'Ennemi dans ma vie
Pour plus de détails, voir Fiche technique et Distribution.
L'Ennemi dans ma vie (Der Feind in meinem Leben) est un téléfilm allemand, réalisé par Bernd Böhlich, et diffusé en France le 19 novembre 2013 sur M6.

## Synopsis
Martin Breiler est un policier qui intervient en soirée à la suite d'une plainte pour tapage nocturne. Il rencontre alors la patineuse artistique Katarina Witt qui a subi récemment le harcèlement d'un fan. Breiler propose à Katarina Witt la protection de la police par son intermédiaire, contre l'avis de son supérieur. Rapidement, Breiler quitte femme et enfants et tombe lui-même progressivement dans un comportement de harceleur, obsédé par la patineuse.

## Fiche technique
- Titre original : Der Feind in meinem Leben
- Réalisation : Bernd Böhlich
- Scénario : Bernd Böhlich
- Photographie : Gero Steffen (de)
- Durée : 90 minutes

## Distribution
- Matthias Koeberlin : Martin Breiler
- Valerie Niehaus : Sabine Breiler
- Robert Dölle (de) : Justus Sonnleitner
- Martin Brambach (de) : Lorenz
- Isabel Tuengerthal (de) : Lisa
- Ricky Watson : Jean
- Emilia Bernsdorf (de) : Laura Breiler
- Katarina Witt : elle-même
- André Frid : Tobias Breiler